# Jardin des Combattants-de-la-Nueve
Le jardin des Combattants-de-la-Nueve est un jardin de Paris, situé dans le 4e arrondissement (quartier Saint-Merri), au sud de l'hôtel de ville de Paris.

## Situation et accès

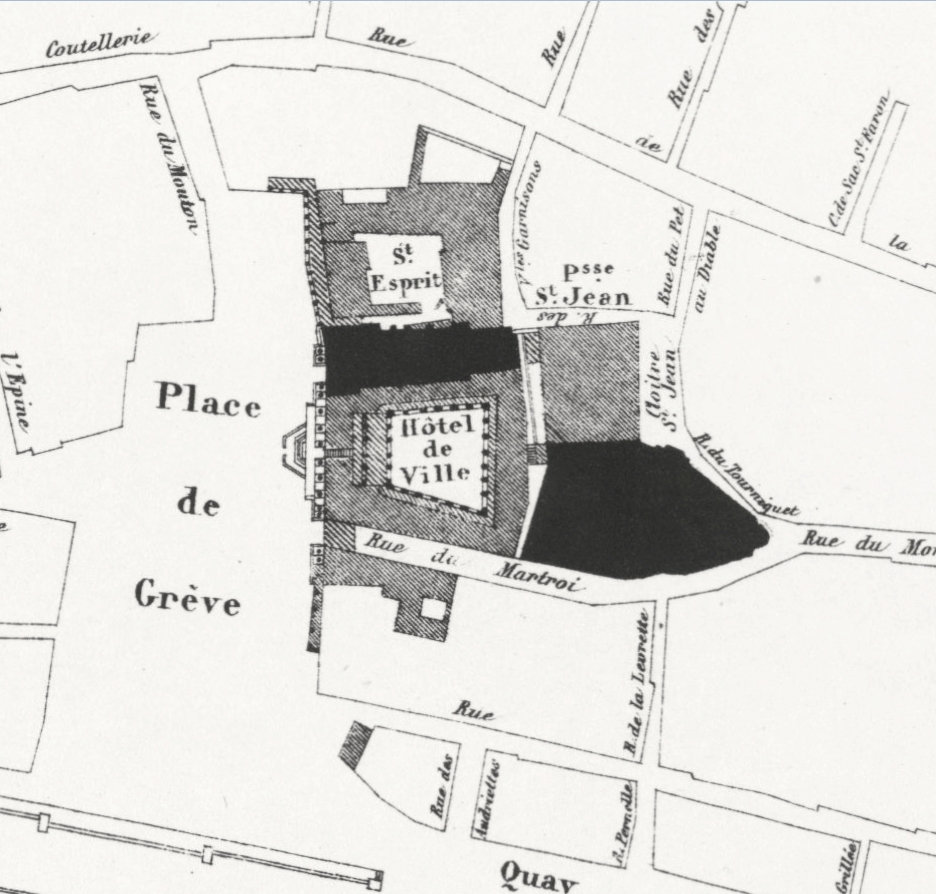
Plan du XVIIIe siècle, de la place de Grève, de l'Hôtel de Ville de Paris et des rues alentour avec la rue des Audriettes.

Le site est accessible par le 2, place de l'Hôtel-de-Ville - Esplanade de la Libération et par le sud de la rue de Lobau.
Il est desservi par les lignes 1 et 11 à la station Hôtel de Ville.

## Description
D'une superficie de 1 394 m2, il est composé d'une pelouse centrale traversée d'allées gravillonnées et entourée de massifs de rosiers ; à ses extrémités se trouvent des bosquets d'arbres. Il y a également un espace de jeux destiné aux enfants inscrits à la crèche de l’Hôtel de Ville, ainsi qu'un poulailler et des cages à lapin.

## Origine du nom

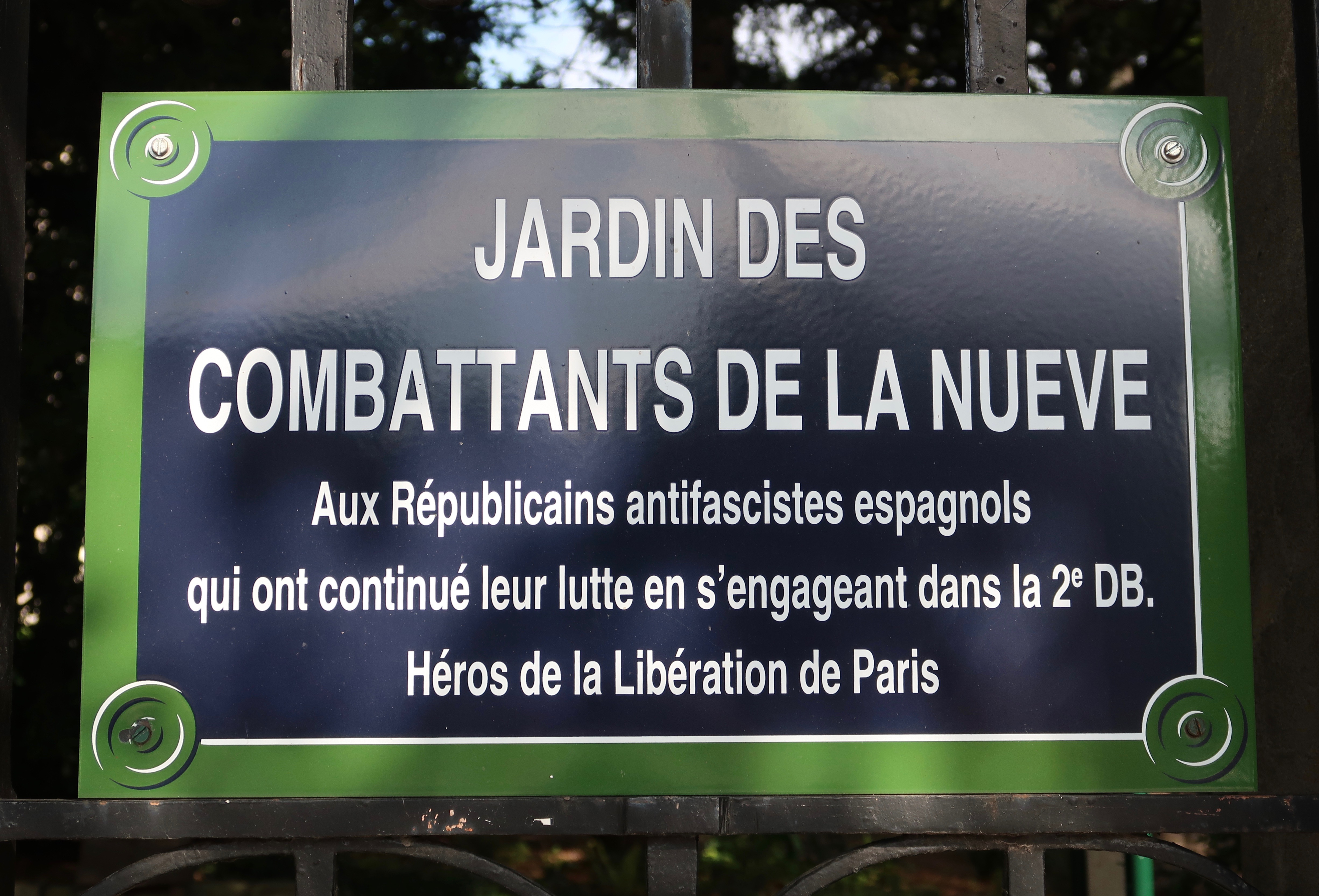

Ce jardin rend honneur aux combattants de la Nueve, ou 9e compagnie, unité de choc de la 2e division blindée du général Leclerc, arrivée la première à l'hôtel de ville à la Libération le 24 août 1944.
Elle était majoritairement composée de républicains espagnols, qui ont continué leur combat en France après la victoire de Franco.

## Historique
Historiquement appelé « jardin de l'Hôtel-de-Ville », il s'agit d'un espace vert adossé à la façade sud de l'Hôtel de ville de Paris, longeant le quai de l'Hôtel-de-Ville entre la rue de Lobau et le parvis. Il a été construit sur l'emplacement de l'ancienne rue des Haudriettes. C'était autrefois le jardin privé du préfet de la Seine puis du maire de Paris.

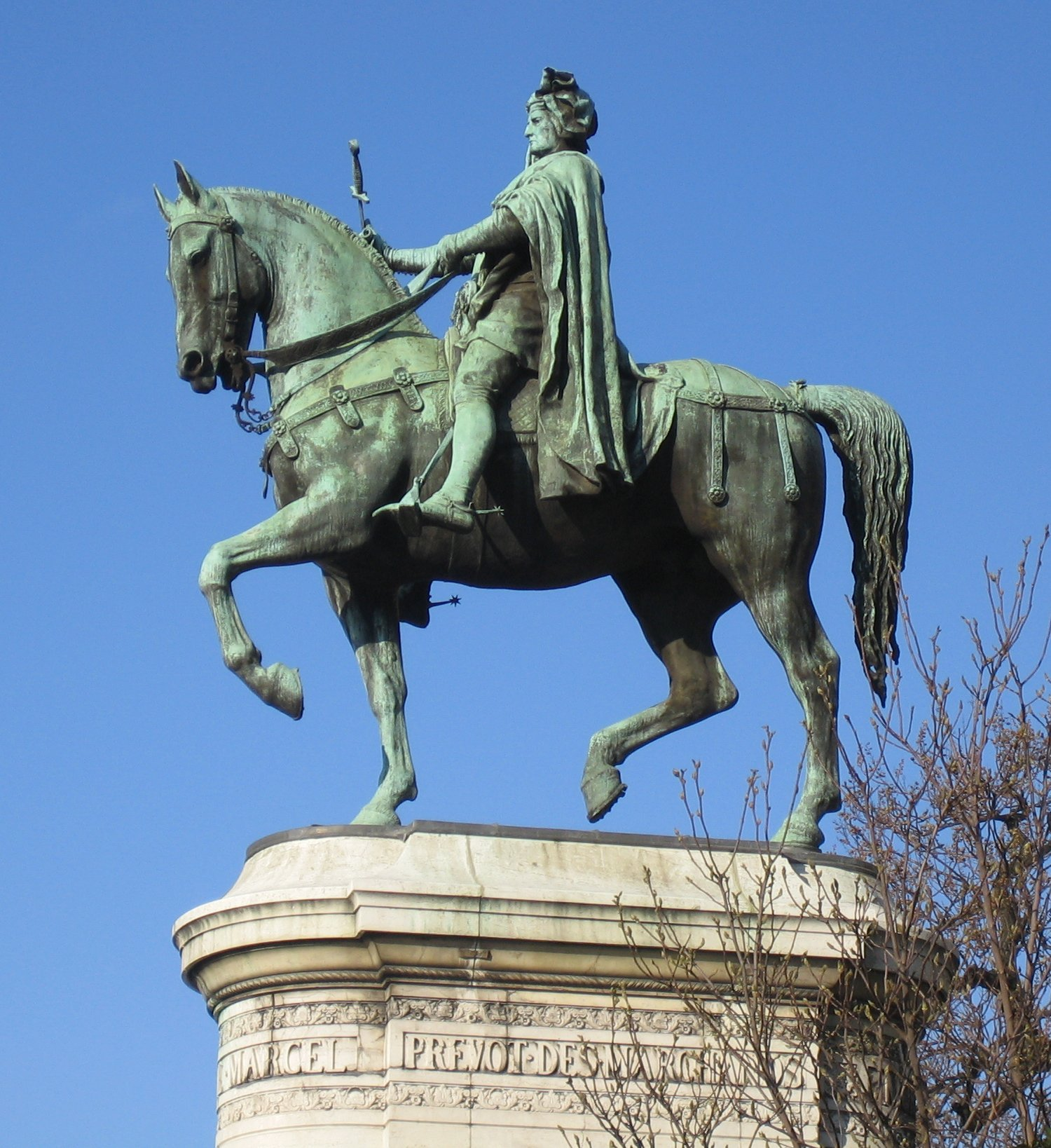
Statue équestre d'Étienne Marcel dans le jardin.
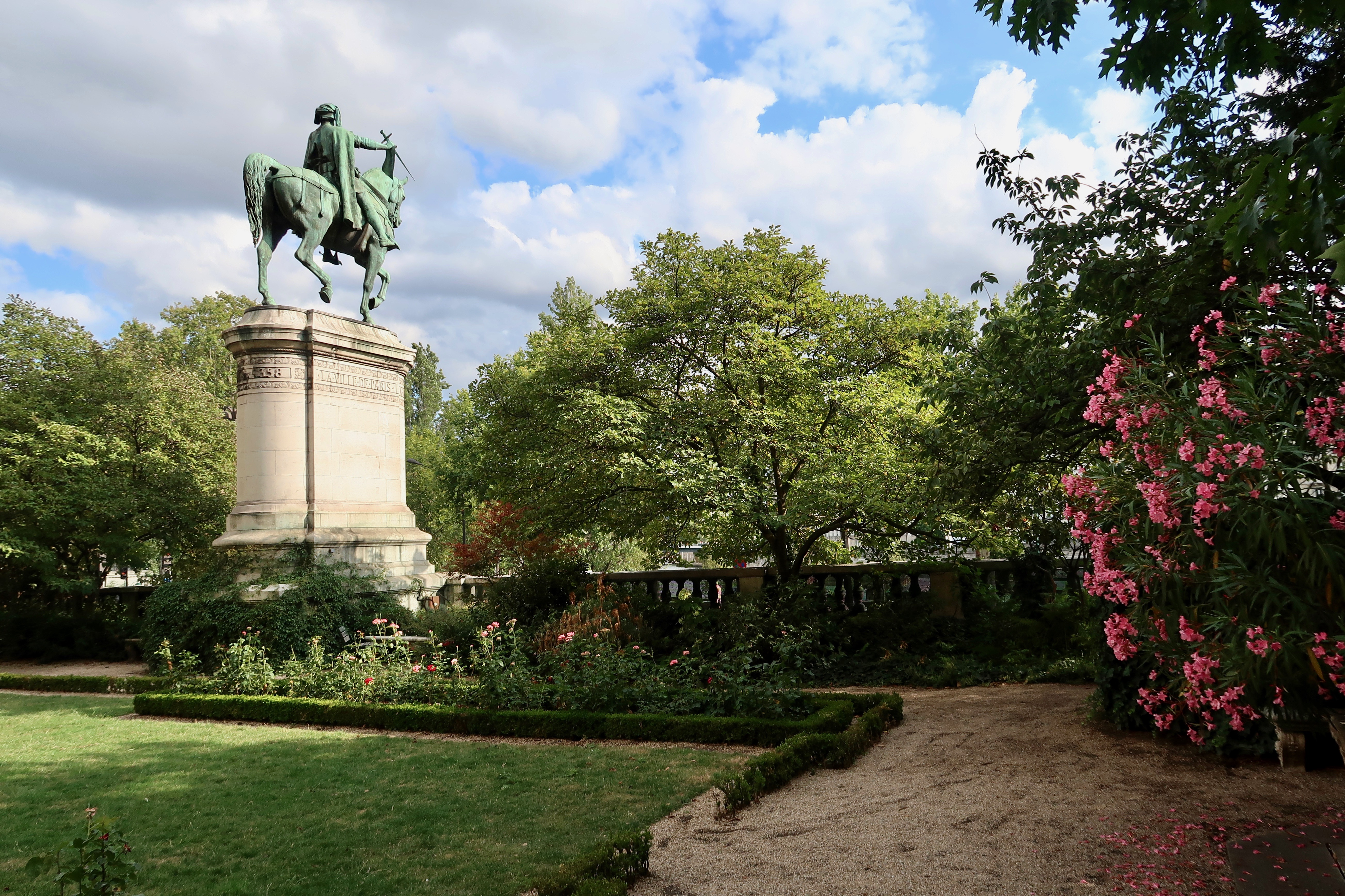
Jardin.
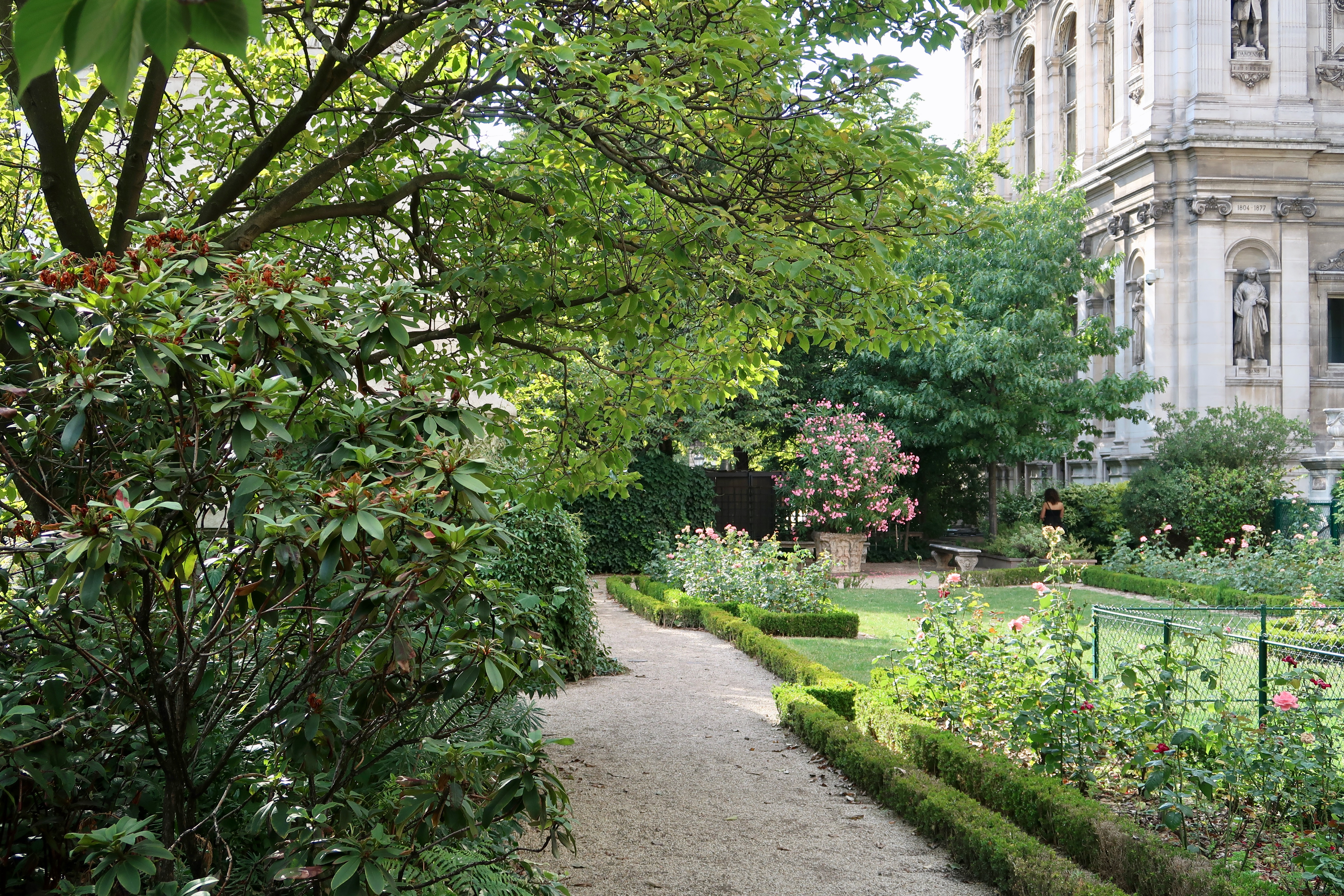
Jardin.
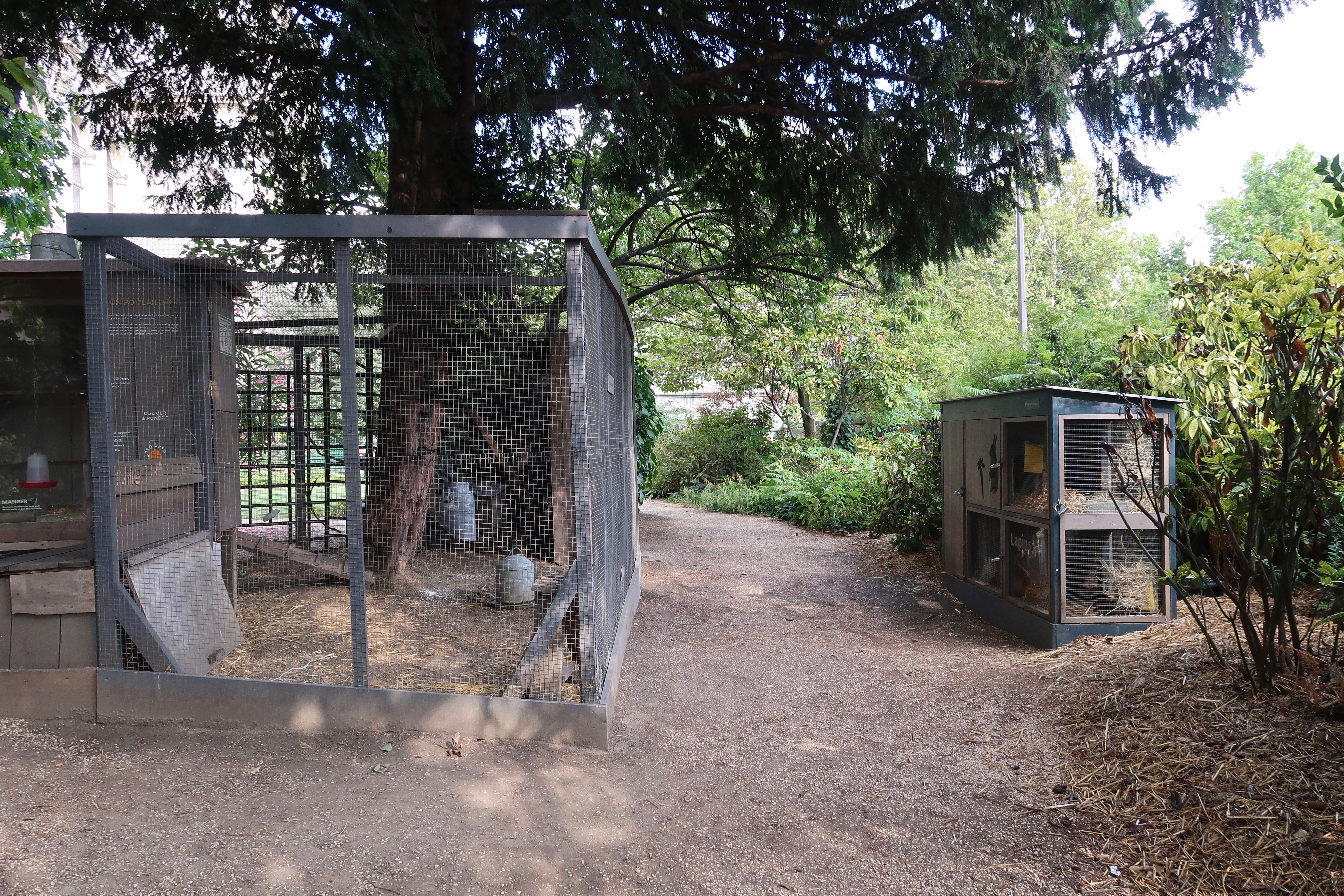
Poulailler et cages à lapin.

Fermé originellement au public, il est ouvert les samedis, dimanches et jours fériés, de 9 heures à la fin de journée, depuis le 24 janvier 2015. En mars de la même année, après délibération du Conseil de Paris, le roi et la reine d'Espagne Felipe VI et Letizia ainsi que la maire de Paris Anne Hidalgo prévoient d'inaugurer le jardin rebaptisé « jardin des Combattants de la Nueve », pour rendre hommage aux Républicains espagnols qui participèrent, au sein de La Nueve, à la libération de Paris en août 1944, l'un d'eux étant le premier officier militaire reçu par les résistants à l'Hôtel de Ville. Néanmoins, le crash du vol 9525 Germanwings, où 51 Espagnols trouvent la mort, écourte la visite du couple royal ; la cérémonie d'inauguration est alors reportée au 3 juin 2015.

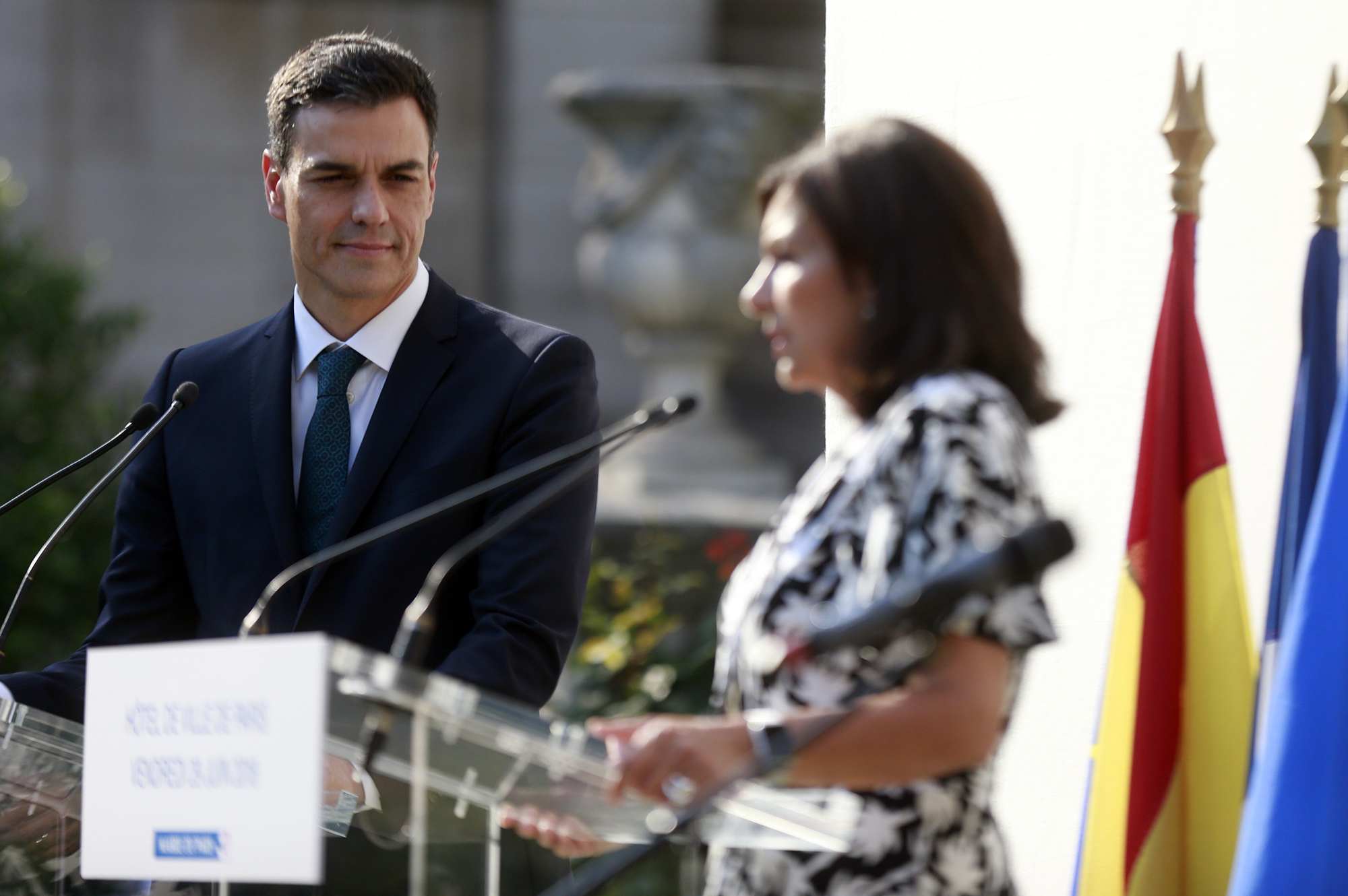
La maire de Paris Anne Hidalgo et le président du gouvernement espagnol Pedro Sánchez lors de la cérémonie d'inauguration en juin 2018.
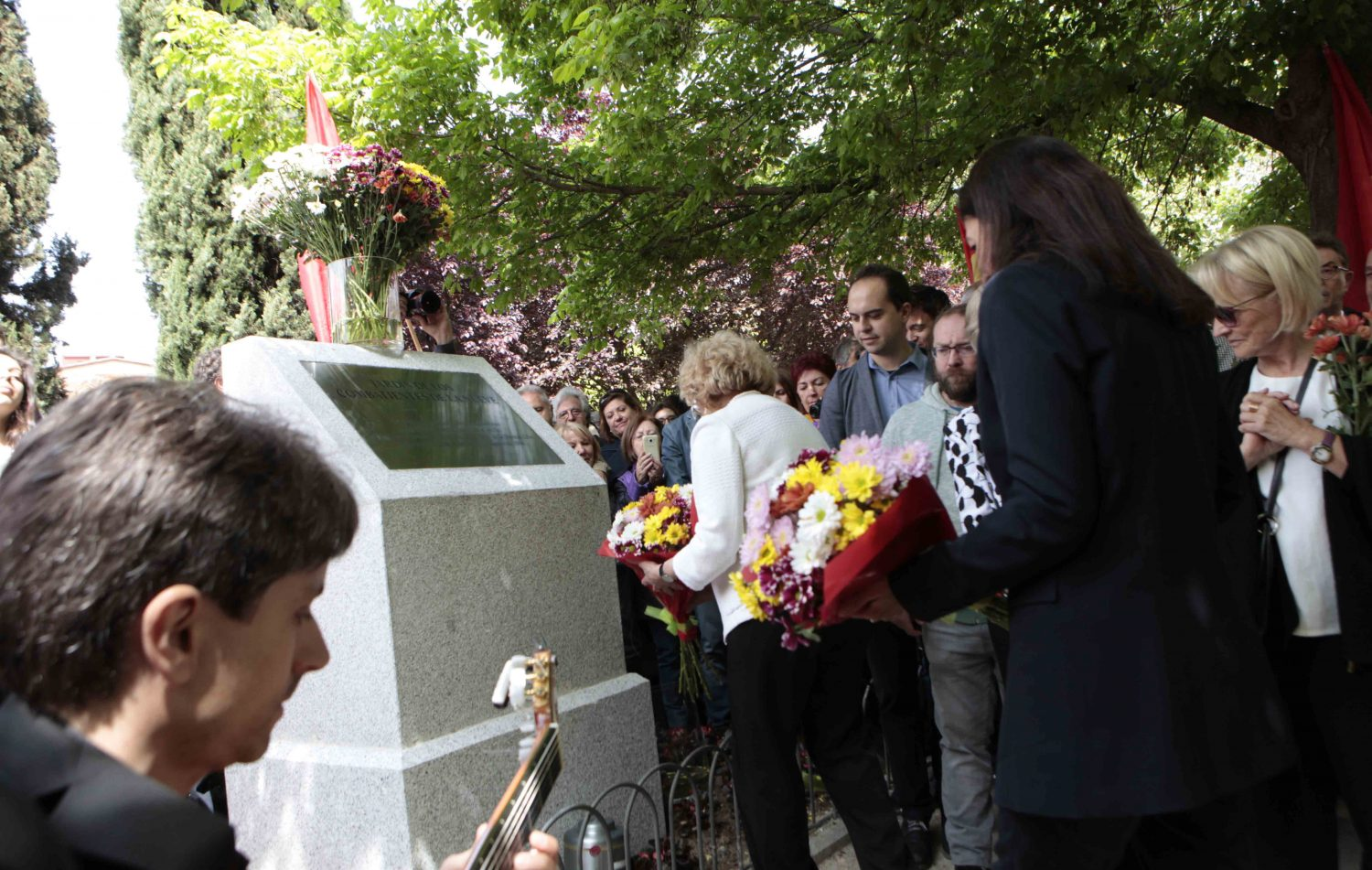
Autre vue de l'inauguration.
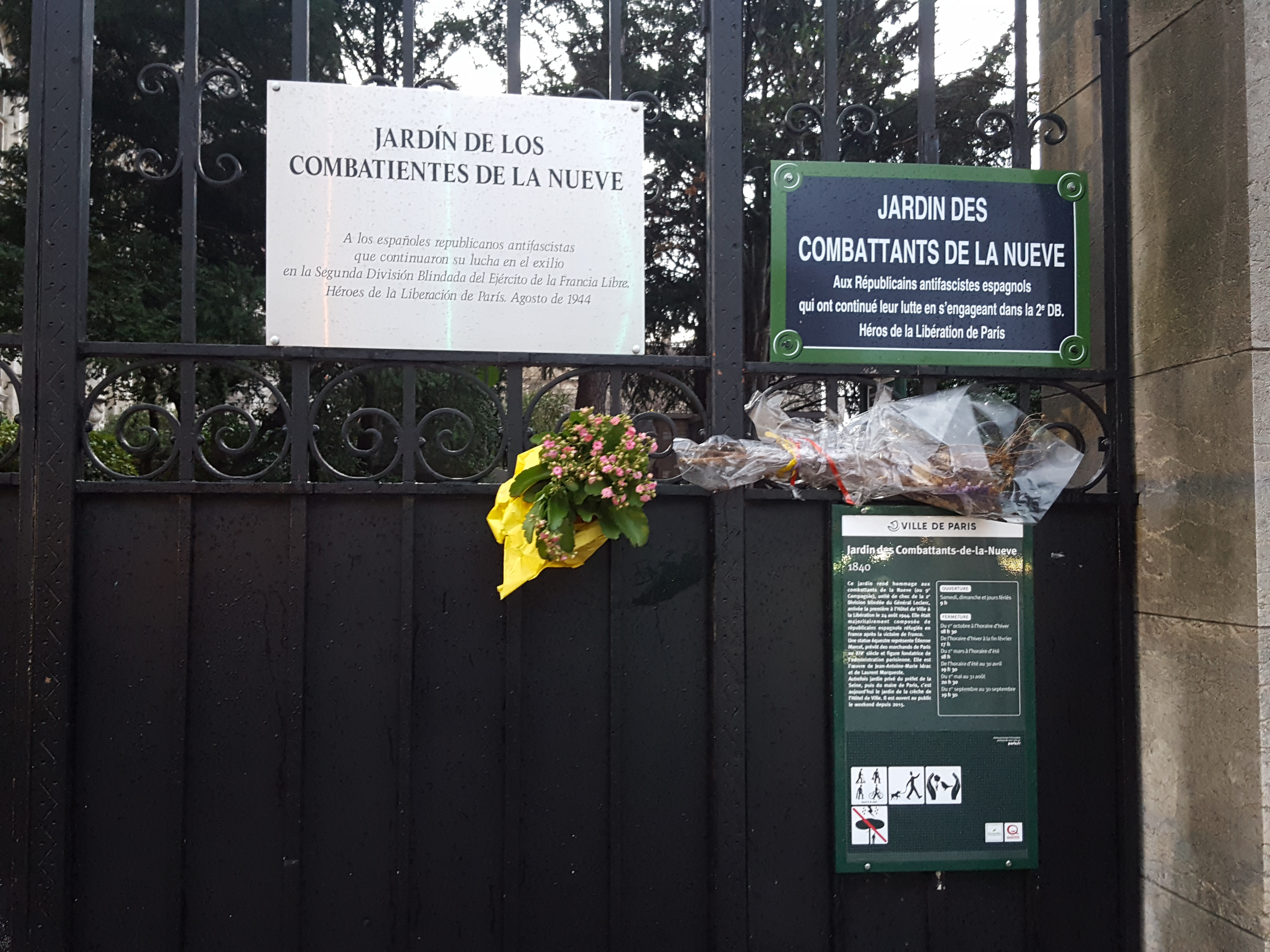
Entrée du jardin par la place de l'Hôtel-de-Ville-Esplanade-de-la-Libération, avec la plaque blanche offerte par la ville de Madrid.
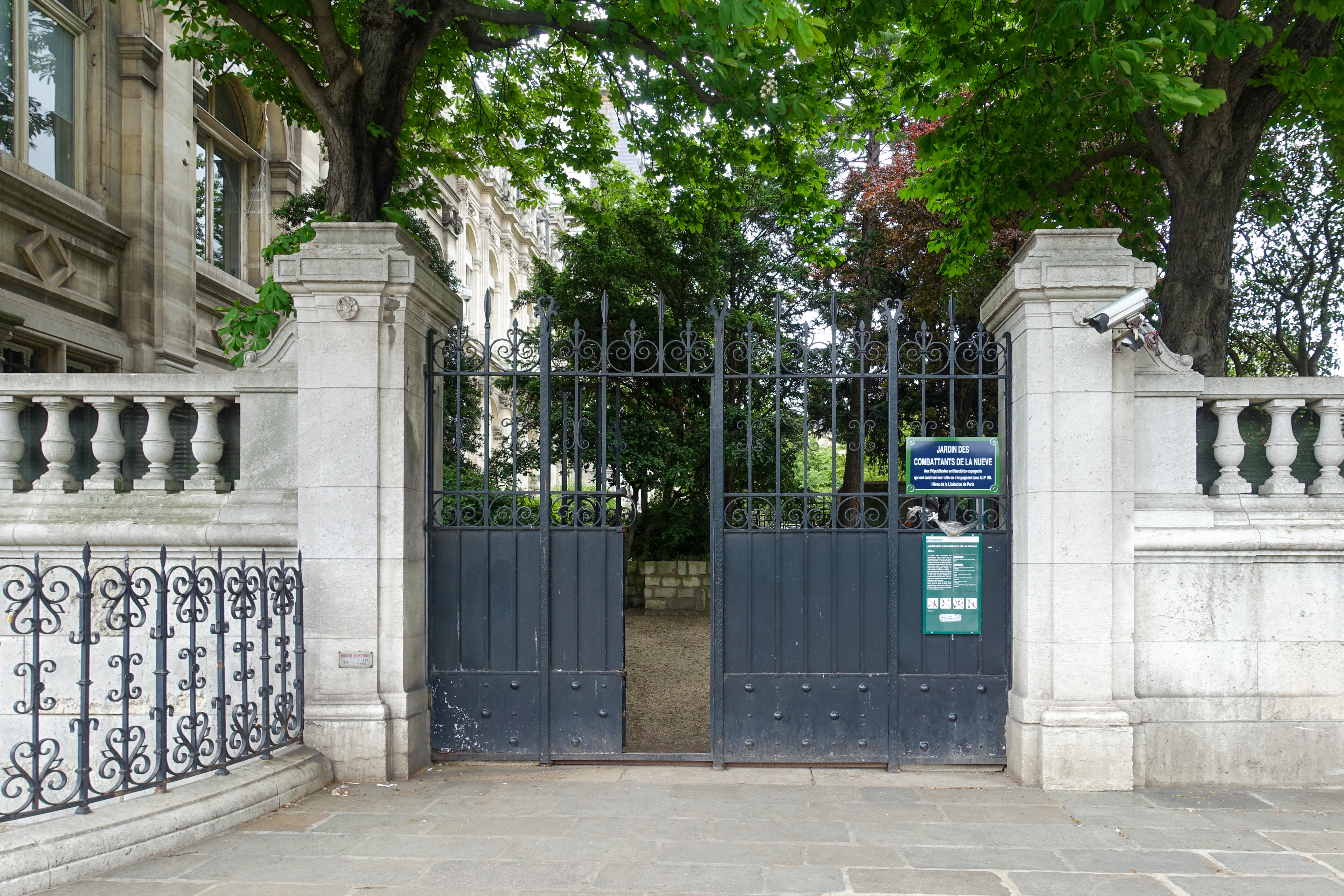
Entrée du jardin par la place de l'Hôtel-de-Ville-Esplanade-de-la-Libération.

La Ville de Madrid a inauguré en avril 2017 un jardin du même nom. La cérémonie était présidée par la maire de Madrid, Manuela Carmena et la Maire de Paris, Anne Hidalgo.
Une cérémonie officielle est organisée chaque 24 août en mémoire de la Nueve dans le jardin, à l'occasion des célébrations de la libération de Paris.

## Bâtiments remarquables et lieux de mémoire
- Statue équestre d'Étienne Marcel (1888), œuvre de Jean-Antoine-Marie Idrac et de Laurent Marqueste, représente Étienne Marcel, prévôt des marchands de Paris au XIVe siècle et figure fondatrice de l'administration parisienne.
- Le jardin Federico-García-Lorca se situe en contrebas, sur les berges de la Seine.